# Biskowice (gmina)
Biskowice – dawna gmina wiejska w powiecie samborskim województwa lwowskiego II Rzeczypospolitej. Siedzibą gminy były Biskowice.
Gminę utworzono 1 sierpnia 1934 r. w ramach reformy na podstawie ustawy scaleniowej z dotychczasowych gmin wiejskich: Biskowice, Łanowice, Maksymowice, Nadyby, Pianowice, Wojutycze i Wykoty.
Po II wojnie światowej obszar gminy znalazł się w ZSRR.